# Jutta Klamt

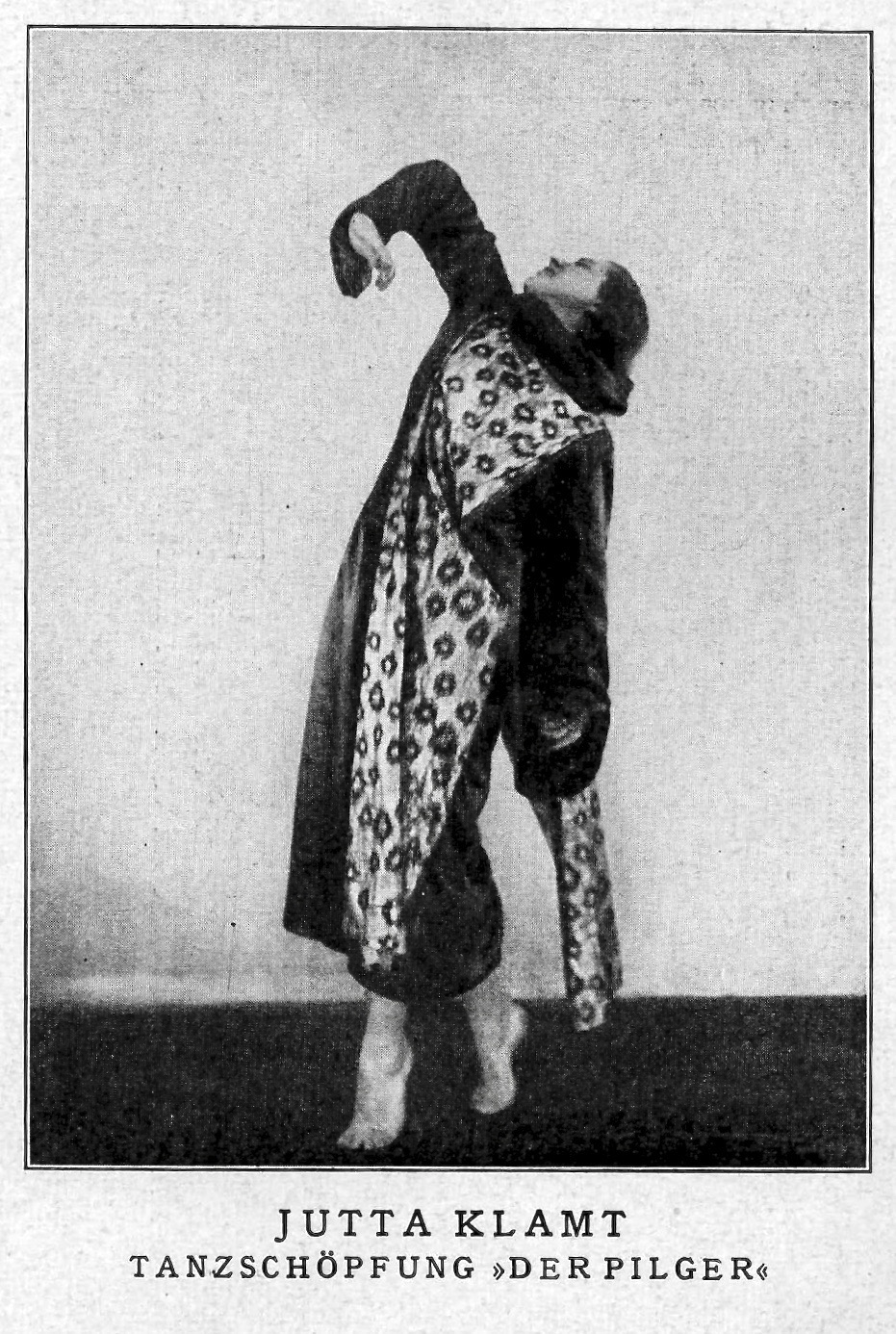
Jutta Klamt, 1931

Jutta Klamt (* 23. Februar 1890 in Striegau, Niederschlesien; † 26. Mai 1970 in Aarau, Kanton Aargau, Schweiz), auch Jutta Vischer-Klamt, war eine deutsche Tänzerin, Choreographin und Tanzpädagogin. Sie kam aus der modernen deutschen Tanzbewegung, führte die in Berlin ansässige Jutta-Klamt-Schule und leitete die Tanzgruppe Jutta Klamt. Sie war eine der bedeutenden Protagonisten des modernen Tanzes in Deutschland. Ihre Hingabe an die nationalsozialistische Ideologie gibt Anlass für eine kritische Betrachtung ihres künstlerischen und pädagogischen Wirkens.

## Fragmentarische Überlieferungen
Klamt war eine Schülerin von Hedwig „Hede“ Kallmeyer (1881–1976), bei der sie „Harmonische Gymnastik“ studierte. Sie war jedoch auch Autodidaktin. Klamt betrachtete den Tanz als einen Weg, sich von unterdrückenden Erfahrungen zu befreien. Damit billigte sie dieser physischen Ausdrucksform einen therapeutischen Wert zu. Eine Modernität des Ausdrucks verband sie mit einer absoluten oder abstrakten Auffassung vom Tanz, der frei jeglicher pantomimischen Bedeutung war.
Im Jahr 1919 trat sie in Berlin erstmals auf. Im darauffolgenden Jahr eröffnete sie in Berlin-Charlottenburg die Jutta-Klamt-Schule. Deren ständiger Korrepetitor war anfangs Erich Klamt, danach der Komponist und Pianist Walter Schönberg. 1925 heiratete Jutta Klamt den Tänzer Gustav Joachim „Jo“ Vischer (1900–1946), einen Schüler von Rudolf von Laban. Nach der Heirat wurde der Doppelname Vischer-Klamt gebildet. In Archiven und Publikationen kommt dieser auch in der Schreibweise Fischer-Klamt vor.
Zusammen mit ihrem Ehemann vertrat sie die Mazdaznan-Körperlehre. Diese beeinflusste in den 1920er Jahren sowohl die Kunstszene Berlins als auch das Bauhaus, und damit die Künstlerszenen Weimars und Dessaus. Sie und ihre Schule entwickelten einen avantgardistischen Tanzstil, den auch die von Dorothee Günther und Berthe Trümpy (1895–1983), Rudolf von Laban sowie Mary Wigman betriebenen Tanz- und Gymnastikschulen vertraten.
Von 1921 bis 1923 war Leni Riefenstahl eine von Klamts Tanz-Élèven. Riefenstahl nahm zu dieser Zeit vormittags in der Schule der russischen Ballettmeisterin Eugenie Eduardowa in Berlins Regensburger Straße Unterricht in klassischem Tanz (Ballett) und kam nachmittags zur Jutta-Klamt-Schule in die Fasanenstraße (auch die Pariser Straße wird in Sekundärliteratur genannt), um dort den modernen expressiven Bühnentanz, den Ausdruckstanz, zu erlernen. Diesen hatte Mary Wigman in Hellerau bei Dresden populär gemacht. Riefenstahl schrieb sich 1923 auch bei Wigman ein, tanzte dort neben Yvonne Georgi, Gret Palucca und Vera Skoronel, kehrte jedoch nach wenigen Monaten wieder zu Eduardowa und Klamt zurück, weil ihr Wigmans Stil zu abstrakt, asketisch und streng erschien.

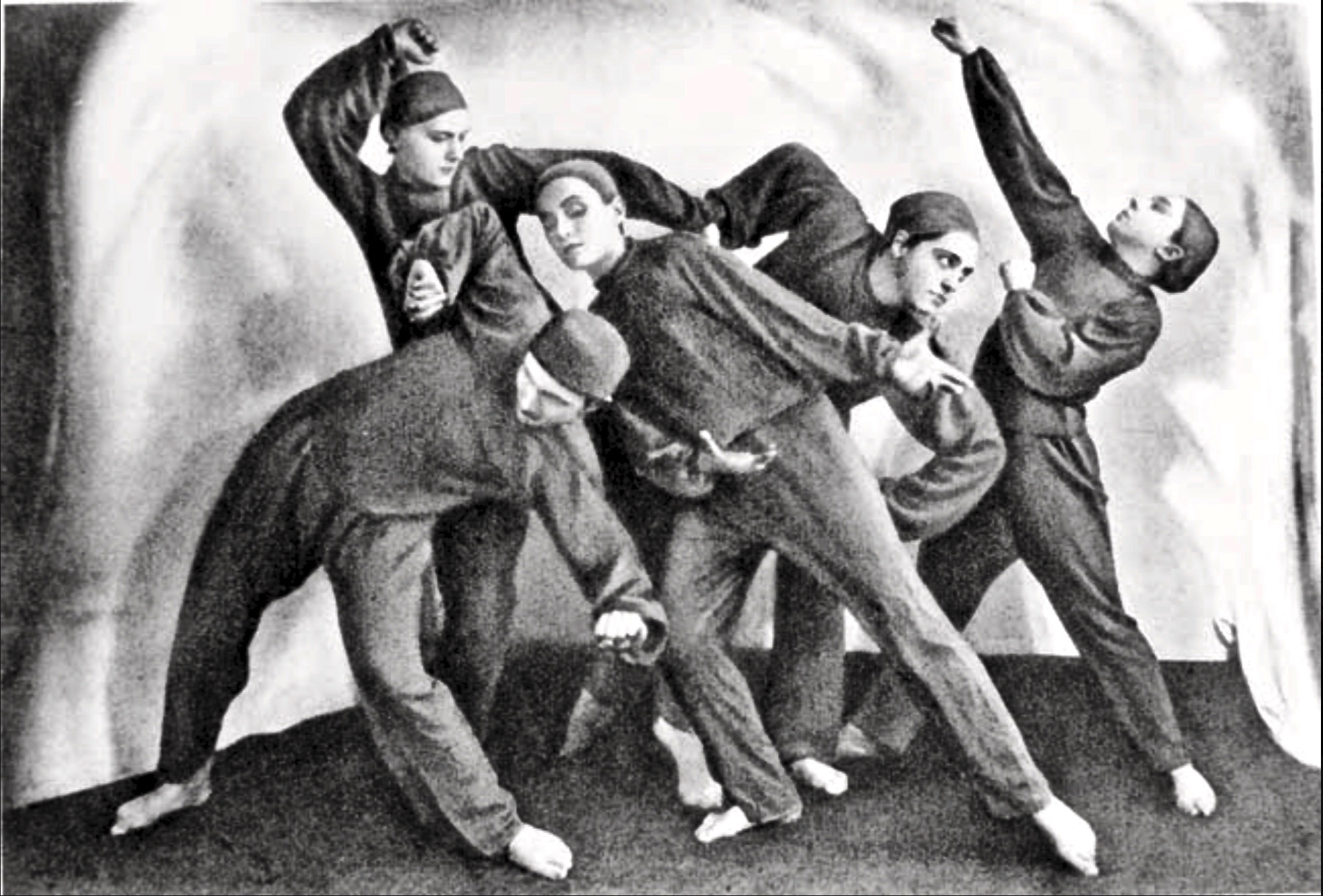
Eine Männergruppe der Jutta-Klamt-Schule, 1926

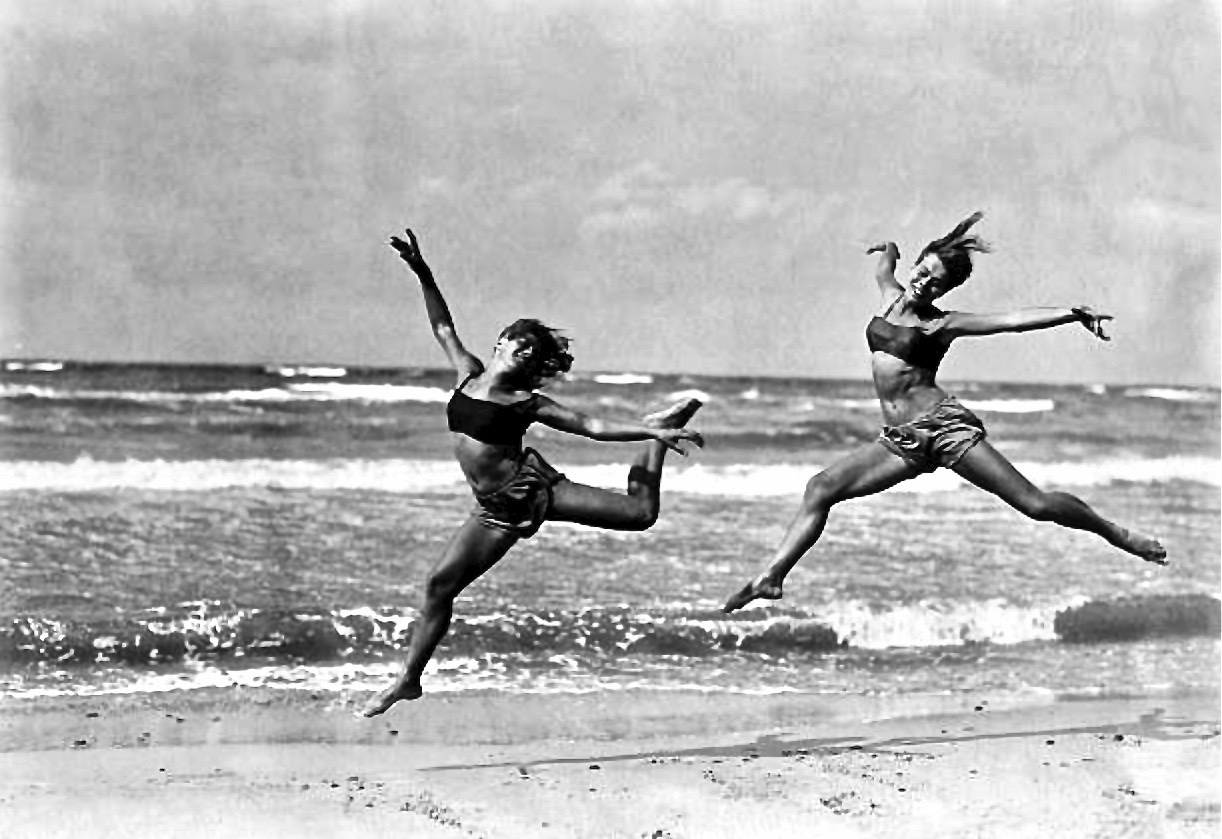
Zwei Frauen der Jutta-Klamt-Schule am Strand der Ostsee, 1928

In Riefenstahls späterem filmischen Werk finden sich diverse Bezüge zu dem avantgardistischen Tanzstil, den auch Klamt vertrat, so beispielsweise im Prolog der Olympia-Filme, Fest der Völker und Fest der Schönheit, die 1936/37 entstanden und 1938 uraufgeführt wurden. Darin zeigen die damals populären Hiller-Girls eine naturistische Performance. Ähnlich wie Riefenstahl wurden auch die Hiller-Girls von Tänzerinnen wie Klamt beeinflusst.
Im Juli 1925 nahm die Jutta-Klamt-Schule mit Performances an der 1. Internationalen Arbeiterolympiade in Frankfurt am Main teil und wurde in der dazu herausgegebenen Festzeitung vorgestellt. Seit Sommer 1926 unterrichtete der ehemalige Bauhaus-Meister Johannes Itten die Klamt-Schüler im Fach Kunst, sowohl in der Klamt-Schule, als auch in seiner eigenen, wo sie als Hospitanten geführt wurden. Itten gehörte auch dem Prüfungsgremium der Klamt-Schule an, wie das Diplom der vielleicht bekanntesten Klamt-Schülerin und späteren Assistentin Ellinor Bahrdt ausweist.
Ende der 1920er Jahre untersuchte Fritz Giese Verfahrensweisen für ein benotbares Körpertraining, so auch die von Gustav Vischer-Klamt entwickelte Tanznotation. Dabei arbeitete er mit Tanzschulen in Berlin, München und Wien zusammen, darunter die Schule des Bundes für angewandte und freie Bewegung e. V. von Dorothee Günther und vermutlich auch die Schule von Jutta Klamt und Gustav Vischer-Klamt.
Die deutschen Tänzerinnen und Tänzer waren in der Fachgruppe Körperbildung und Tanz des Kampfbundes für deutsche Kultur (KfdK) organisiert, der 1928 von dem NS-Chefideologen Alfred Rosenberg gegründet worden war. Dieser Fachgruppe, geleitet von dem Dalcroze-Gegner Rudolf Bode, gehörten die Tanzschulen von Mary Wigman und Gret Palucca an. Der Kampfbund bestand bis 1934 und ging dann in der Nationalsozialistischen Kulturgemeinde auf.
Im Juli und August 1931 veranstaltete Klamt im Zentralinstitut für Erziehung und Unterricht im Grunewald pädagogische Fortbildungslehrgänge für Gymnastiker, Tänzer und Tanzpädagogen. Parallel dazu fanden auf der Deutschen Bauaustellung Berlin 1931 (Ring der Frauen) Gymnastik- und Tanzvorführungen statt. Im Juli 1934 führte Klamt auf der Ostseeinsel Hiddensee einen vierwöchigen Fortbildungslehrgang durch, musikalisch begleitet von Walter Schönberg.
Anfang der 1930er Jahre nahmen Klamt und ihr Ehemann enthusiastisch den Nationalsozialismus wahr. 1933 trat Jutta Klamt in die NSDAP ein. Das Ehepaar passte seinen Stil an die spezifische Ästhetik der nationalsozialistischen Propaganda an. Im Januar 1933 gab Klamt das Körperkultur-Quartalsmagazin Kontakt. Körper – Arbeit – Leistung heraus. Darin wies beispielsweise Fritz Böhme die Ekstase als Ziel des modernen Tanzes zurück. Ein internationalistisches, individuelles Streben nach Ekstase führe zu einem überzogenen und einschränkenden Formalismus, der den Tanz von seinem nationalen und rassischen Ursprung der Identität und dem kulturellen Band zwischen Blut und Bewegung entfremde. Die Aufgabe sei es daher, eine einzigartige deutsche Sprache der Bewegung zu entwickeln.
Wer beruflich tanzen wollte, durfte dies nach der Machtabtretung an die Nationalsozialisten nur noch als Mitglied der Reichstheaterkammer (RTK). Ab 1935 war zudem der „Ariernachweis“ zu erbringen. Wer diese Anforderungen nicht erfüllen konnte, wurde arbeitslos.
Die ersten beiden deutschen Tanzschulen, die von den Nationalsozialisten staatlich anerkannt wurden, waren die Jutta-Klamt-Schule und die Berliner Tanzschule von Dorothee Günther, die diese gemeinsam mit Berthe Trümpy leitete. Günther hatte auch in München zusammen mit Carl Orff den Bund für angewandte und freie Bewegung e. V. gegründet, später in Günther-Schule umfirmiert, die von 1924 bis 1944 bestand. Die Günther-Schule und die Jutta-Klamt-Schule waren nach 1933 eng miteinander verbunden.
Der zum 1. April 1933 von Joseph Goebbels für Theater und Tanz an das Reichsministerium für Volksaufklärung und Propaganda berufene Ministerialrat Otto von Keudell war ein bedeutender Förderer des Ausdruckstanzes, der seinerzeit auch als „Deutscher Tanz“ bezeichnet wurde. Keudell wertete den modernen Bühnentanz während seiner Amtszeit erheblich auf. Im Juni 1936 wurde er von Rolf Cunz abgelöst, der im nachfolgenden Jahr zusammen mit Gustav Vischer-Klamt das Jahrbuch Deutscher Tanz herausgab.
Anlässlich einer Tanz-Matinee zu Ehren des verstorbenen John Schikowski am 13. Mai 1934 in Berlin nahm die Tanzgruppe Jutta Klamt neben Afrika Doering (1910–1985), Yvonne Georgi, Rudolf von Laban, Erika Lindner (Solotänzerin der Berliner Staatsoper), Lisa Ney, Gret Palucca, Mary Wigman und weiteren teil.
Ab 1935 leitete Klamt die Fachgruppe „Deutscher Tanz“ innerhalb der Reichstheaterkammer.
Klamts Ehemann Gustav Vischer-Klamt führte die NS-Rassenkunde in die rund 400 Tanzschulen des von ihm geführten Verbandes für Leibeserziehung ein, der sich dem Nationalsozialistischen Lehrerbund (NSLB) anschloss. Innerhalb seines Verbandes rangierte die Jutta-Klamt-Schule als so bezeichnete Zentralschule. Ihr Ziel war die Entwicklung eines idealisierten germanischen Ästhetikmodells, das eine Form von Rassenhygiene beinhaltete.
1934 arbeitete Klamt beispielsweise mit Hertha Feist für die von acht Frauen gebildete Performance Botschaft zusammen, zu der der kroatische Komponist Josip Štolcer-Slavenski die Musik schrieb. Mit ihrem Stück Volk ans Gewehr war sie eine der ersten Choreographen, die ihre Loyalität zum nationalsozialistischen Regime und dessen militaristischer Ausrichtung unter Beweis stellten und Propagandaminister Goebbels gefielen. Mary Wigman tat es ihr nach.
In der Zeitschrift Die deutsche Berufserziehung schrieb Walter Pipke (* 1899, ab 1935 Reichsfachschaftsleiter im NS-Lehrerbund) einen ausführlichen Artikel über „Die leitenden Ideen des Nationalsozialismus“. Darin sollten der Lehrerschaft die Prinzipien der neuen Geistesströmung nahegebracht werden. Diese Prinzipien wurden nach nationalen, völkischen, sozialistischen, religiösen und maskulinen Aspekten sowie nach Macht- und Führerprinzip unterschieden. Der Tanz bzw. die „tänzerische Körperbildung“ wurden zur volkserzieherischen Aufgabe erklärt, „mit deren Lösung erst eine ausreichende Gestaltungsarbeit im Gemeinschaftstanz ermöglicht“ werde. Durch deren „innere Verbindung mit der deutschen Tanzform“ sei die tänzerische Körperbildung „eine ursprünglich deutsche Bewegungslehre, die dem deutschen Menschen eine körperseelische Erziehung und Bildung“ vermittle.

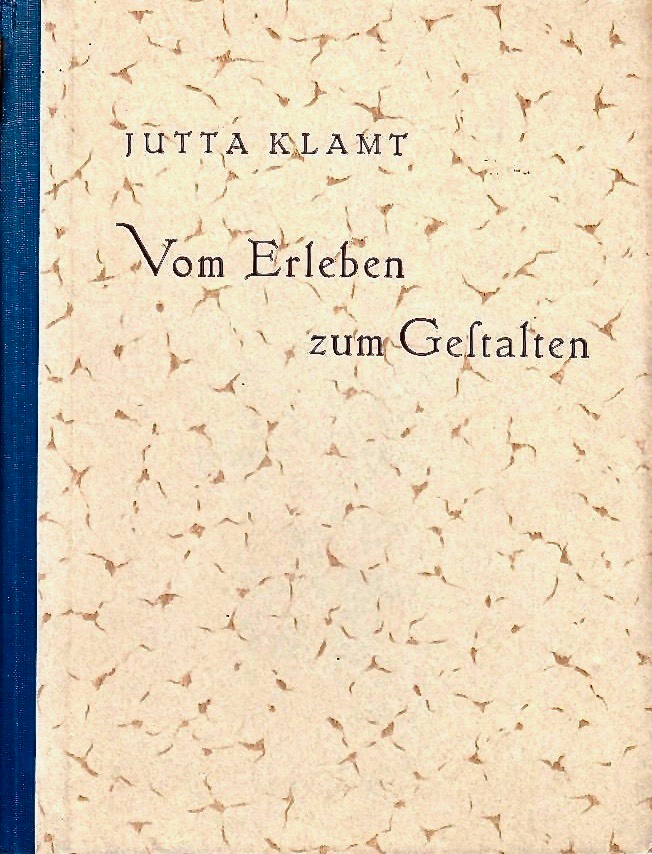
Vom Erleben zum Gestalten. Die Entfaltung schöpferischer Kräfte im deutschen Menschen, 1936

Das Werk Vom Erleben zum Gestalten. Die Entfaltung schöpferischer Kräfte im deutschen Menschen aus dem Jahr 1936 und weitere Presseveröffentlichungen charakterisieren Klamt und ihren Ehemann als enthusiastische Meister nationalsozialistischer Körpererziehung, die ihre choreographisch-gymnastische Methodik als Trainingswerkzeug für die Zwecke des Regimes und dessen Ideologie anboten, ganz „im Geist des neuen Staates“, wie Jutta Klamt 1934 zitiert wurde.
Ende der 1930er Jahre gehörten Klamt und ihr Ehemann zum engeren Mitarbeiterkreis der Deutschen Meister-Stätten für Tanz, die von Hanns Niedecken-Gebhard geleitet wurden. Außerdem lehrten dort Fritz Böhme, Tatjana Gsovsky, Tamara Rauser (1903–1976) und Max Terpis sowie weitere.
In der Folge nahmen auch die durch zahlreiche Wochenschau-Filmbeiträge reichsweit bekannten Kinder von Magda und Reichsminister Joseph Goebbels an Gymnastikkursen der Jutta-Klamt-Schule teil.
Ab März 1943 mussten die Tanzlehrer zur Wehrmacht, die letzten verbliebenen Elite-Tänzer wurden im Sommer 1944 eingezogen. Die deutsche Tanzszene und die Revuen mussten danach ohne männliche Akteure auskommen. Ab 8. August 1944 wurden sämtliche künstlerischen Veranstaltungen eingestellt.
Die letzten Monate des Zweiten Weltkrieges lebte Klamt, wegen der Bombenangriffe aus Berlin evakuiert, in Plauen. Gustav Vischer-Klamt kehrte nach Kriegsende nach Berlin zurück, um sich nach Arbeit umzusehen. Er soll – möglicherweise aufgrund einer Denunziation – auf der Straße festgenommen worden sein. Es heißt, dass er 1946 in einem sowjetischen Straflager umgekommen sei; an anderer Stelle wird konkret das ehemalige Konzentrationslager Sachsenhausen genannt, das die Sowjets nach dessen Befreiung für ihre Zwecke umgewidmet hatten.
Im Jahr 1947 stellte Klamt einen Antrag auf freie Berufsausübung, der abgelehnt wurde. In der Begründung hieß es, sie vertrete weiterhin ebenso nazistische Anschauungen wie ihre Schülerinnen, die sie als Leumundszeugen benannt habe. Sie sei bereits 1933 in die Partei eingetreten und habe bei ihrer beruflichen Tätigkeit NS-Parteidienststellen zu Hilfeleistungen heranziehen können. Ausweislich zeitgenössischer Werbeanzeigen konnte Klamt ihre Schule etwa 1950 wieder eröffnen. Deren Räumlichkeiten waren in der Podbielskiallee 34 in Berlin-Dahlem. Sie war bis 1969 auch an der benachbarten Freien Universität Berlin tätig.
Jutta Klamt starb im Alter von 80 Jahren in der Schweiz. Ihr Nachlass wird im Deutschen Tanzarchiv in Köln verwahrt.

## Veröffentlichungen
- Jutta-Klamt-Schule, Berlin (Hrsg.): Lehrweise Jutta Klamt, 8 S., Raumer, Garmisch [ca. 1930]. OCLC 918368119
- ders.: Schriften der Jutta-Klamt-Schule. o. V., Berlin, o. J. OCLC 724692450
- ders.: Gymnastik, Tanz, Berufsausbildung in deutsche Gymnastik, in Gymnastik und Tanz zum Tänzer, 8 S. o. V., o. O. 1936.
- Jutta Klamt: Körpererziehung. Lebensgestaltung – Kunstgestaltung. In: Die Musik, Jg. XXIII/10, Juli 1931, Schuster & Loeffler, Berlin/Leipzig 1931, S. 749.
- Jutta Klamt: Vom Erleben zum Gestalten. Die Entfaltung schöpferischer Kräfte im deutschen Menschen, 124 S., 24 Bl. Abb., Verlag Dr. Karl Höhn, Ulm [1936]. OCLC 916948419[45]